# 马立峰
马立峰（1909年1月—1935年2月8日），本名马泽祥，号一山，化名马列凤、老吴等，福建福安人。中国共产党早期领导人。

## 生平

### 早年
马泽祥六岁时在马厝村私塾读了两年书，8岁到福安城关上小学。小学校长因其品学兼优，以“立马吴山第一峰”为他取名马立峰，这也成了他化名“老吴”的由来。小学毕业后，升入霞浦县圣教小学附设的初中班就读。
1926年，正值第一次国共合作及国民革命军北伐时期，马立峰在北伐军的影响下阅读了《共产主义ABC》《新青年》等书刊。1927年，马立峰与国民党左派共同筹建福安县党部，但很快因反共事变而被镇压，从而避往福州，考入福州理工学校就读。1928年，马立峰在福州理工学校加入反帝大同盟，1929年2月加入中国共产党。

### 逐步组建闽东苏区
1930年，马立峰被派回福安，以宅里小学校长的名义在福安南区领导福安中共组织的工作，1931年，接替陈铁民任中共福安中心县委书记。4月，马立峰和邓子恢共同在溪柄运动，恢复和新建了四一二政变后被取缔的农会组织，马立峰以这些农会为基础在溪柄一带抗捐抗税，7月夏荒期间，马立峰组织了平粜委员会，成功让当地政府以平价开仓放粮，11月又提出“五抗”的口号（抗粮，抗捐，抗租，抗税，抗债）。
1932年9月，在福建省委巡视员陶铸的指导协助下，马立峰和詹如柏将暴露身份无法回家的中共党员聚集在一起，在中秋节前夜发动兰田暴动，获取了兰田民团的武器，其后，闽东工农游击第一支队成立，詹如柏任队长，马立峰任支队政委。这也是闽东中国共产党的第一支武装力量，后发展为闽东独立师。
1933年初，马立峰在去开会的途中于棠溪泰逢村被当地海军陆战队包围，后被逮捕，福安县政府劝降他不成后，马立峰被扭送至福州，关押在福建省高等法院看守所。年底闽变爆发，经福建省委营救，马立峰于12月7日被福建人民政府释放。马立峰回到闽东后，与詹如柏、叶飞、曾志等领导闽东武装暴动，成功于1934年1月率游击队攻克赛岐，又成功策动周墩镇的保安队起义，在周墩成立了周墩县，但以占领霞浦县城为目的的霞浦暴动则以失败告终，2月，又相继攻克柘洋、柏洋等地并建立苏维埃政府，闽东苏区连成一片，达到鼎盛时期。
1934年，马立峰担任闽东苏维埃政府筹备处主任，4月，各地苏维埃政府与共产党支部在福安柏柱洋村召开联席会议，推举马立峰任中共闽东特委常委、闽东苏维埃政府主席。在新成立的苏维埃政府中，马立峰领导各级党政机关做了分田工作，并实行“赤白往来，买卖公平”的政策，创办教育机构，创作红色歌曲，还建立了红军兵工厂以保证军需。

### 苏区衰落与遇刺身亡
1934年7月，马立峰罹患痢疾，转移到茜洋一带疗养。8月，国军到茜洋搜山，烧毁三十多幢房屋、杀死了当地的几十名村民，马立峰被战友紧急转移到一个草堆中才得以幸免。
10月，由于中央苏区第五次反围剿战争失败，中央红军主力开始长征，留在闽东的马立峰率中国工农红军闽东独立师第三团坚持斗争。国军加大力度清剿闽东苏区后，各地苏维埃政府纷纷被国民党政府重新控制，叶飞、马立峰等人决议将闽东苏区转变为闽东游击区。1935年1月，马立峰率闽东独立师第三团转战福安各地山区，2月8日，叛变的红三团团长游聚坤带人围住马立峰的住处，以汇报为名将其刺杀。

## 身后
马立峰死后，叛变者将尸体装入麻袋，拉到街上游街示众。1938年，游聚坤被叶飞抓捕，并于次年被枪决。
中国共产党方面则追认他为革命烈士，中华人民共和国成立后，当地政府将其家乡马厝村更名为立峰村以示纪念。

## 家庭
马立峰的父母在他幼时相继去世，由其叔父马三弟抚养成人。因家中贫穷，胞姊成了别人家的童养媳，胞妹马菊英后追随马立峰参加共产党革命。马立峰并未娶妻生子。
表兄施霖亦是闽东中共领导人物，1935年4月被捕，5月10日被处决。

## 艺术形象
2005年，由谢家良执导、缪小宁编剧的电视剧《生死相随》开播，其中徐洪浩饰演以马立峰为原型的角色“马力峰”，其故事以詹如柏（剧中作“詹儒柏”）为背景展开，讲述了他和马立峰从相识、共同革命到牺牲的故事。